# Періеки
Періе́ки (грец. περίοικοι — навколишні, сусідні) — особисто вільне, але політично безправне населення Спарти, Фессалії, Криту та інших областей Стародавньої Греції. Прошарок періеків був визначений реформами Лікурга Спартанського.
У Спарті періеками були мешканці периферійних неродючих гірських районів, вони займали положення між спартіатами та ілотами. На відміну від ілотів, які були власністю держави, періеки залишались особисто вільними, володіли майновою правоздатністю, але не користувалися політичними правами і знаходилися під наглядом особливих посадових осіб — гармостів. Вони повинні були брати участь в боях, як важкоозброєні воїни. Основне заняття періеків — торгівля і ремесла. Вищі посадові особи могли стратити їх без суду.
В Аргосі періекам відповідали педаеки (дав.-гр. πεδάfοικοι), що загалом мали схожий правовий статус. 

## Історичні свідчення
Античні історики щодо періеків багато відомостей нам не залишили. Суспільний поділ їх майже не цікавив. Про них згадували також історики римської імперії, проте це стосувалось лише війни. Та все ж таки певні відомості збереглися. До якої етнічної групи належали періеки, точно невідомо. Є певні припущення Геродота та Гекатія, що періеки були дорійцями, як і мессенці, та переважно заселяли гористу місцевість. Також є певні відомості, що за часів Агіса, який хотів включити деяких періеків та молодих іноземців до складу спартіатів за певні досягнення. Періеки складали меншу частину підкореного населення. Вони не були поневолені переможцями, та, на відміну від ілотів, які стали рабами, мали родючі землі. Періеки були вільними, лише позбавленими політичних прав, і забовязувались платити данину. Варто згадати і те, що спартанське суспільство поділялося на чіткі групи. Та те населення яке мало чисте походження, відповідно чиї батьки були спартанцями, ставало повноправними громадянами - спартіатами. Найзалежнішими були ілоти, які не мали практично жодних прав – тобто раби. Якщо говорити стосовно періеків, то вони не мали ні громадських, ні політичних прав, але були особисто вільними. Вони могли займатися торгівлею, ремеслом та іншою діяльністю, що за законом не була дозволена спартанцям.
Зазвичай періеки жили у селищах, які розташовувалися навколо Спарти. Періеків часто за своїм статусом прирівнювали до іноземців. Періеки мали сплачувати податок, та за потреби під час війни залучалися до війська у допоміжні частини. Оскільки вони були ремісниками, то відповідно споряджали військо спартанців. Як ми знаємо, у скрутні для Спарти часи періеки залучалися як важкоозброєні воїни – гопліти. Варто відзначити, що з самого початку періеки були легкоозброєними воїнами. Вже після греко-перських воєн періеки все частіше залучалися у військо. Як зазначив Фукідід, у війнах проти гірських районів північної Лаконіки, періеки займали почесне ліве крило. Варто також зазначити, що поселення періеків керувалися спартанськими начальниками – гармостами. Не менш цікавим є те, що періеки виробляли глиняний та металевий посуд, зокрема вироби мистецтва. Виготовляли також хутряні тканини і одяг. Та найпопулярнішим їхнім виробом була сталева зброя. Лакедемонська сталь вважалася в Стародавній Греції однією з найкращих. Зброя спартіатів, виготовлена із лакедемонської сталі руками періеків, досить сильно впливала на зростання військової могутності Спарти. Як і було зазначено, періеки займалися ремеслами, але через економічну відсталість спартанського суспільства, заняття ці проявлялися лише в невеликих кількостях. Свої земельні ділянки, розташовані в менш родючих землях, на відміну від спартанців, обробляли власними силами і власними знаряддями праці.